# Breach of Promise (film 1912)
Breach of Promise è un cortometraggio muto del 1912 diretto da W.R. Daly (William Robert Daly).

## Produzione
Il film fu prodotto da Carl Laemmle per l'Independent Moving Pictures Co. of America (IMP).

## Distribuzione
Distribuito dalla Motion Picture Distributors and Sales Company, il film - un cortometraggio di 122 metri - uscì nelle sale cinematografiche USA il 4 maggio 1912.
Nelle proiezioni, veniva programmato con il sistema dello split reel, accorpato in un'unica bobina con un altro cortometraggio prodotto dalla IMP, la commedia A Melodrama of Yesterday.